# Mompha particornella
Mompha particornella é uma espécie de mariposa do gênero Mompha pertencente à família Coleophoridae.